# Seguimi o uccidimi
Seguimi o uccidimi è un brano musicale del gruppo musicale italiano Sonohra, pubblicato come singolo il 21 dicembre 2009 dall'etichetta discografica Sony. Il brano è stato successivamente inserito nell'album Metà, pubblicato a febbraio 2010.
Una versione in lingua inglese della canzone, intitolata Cut Me Loose è stata utilizzata come colonna sonora degli spot televisivi della campagna pubblicitaria per la Citroen C1 Amici.

## Il video
Il video musicale del brano è stato girato il 9 dicembre 2009 a Verona, e ad esso è stato legato un concorso bandito sul sito ufficiale del gruppo, attraverso il quale alcuni fans hanno potuto prendere parte alle riprese del video. La regia del video è stata curata da Gaetano Morbioli

## Tracce
1. Seguimi o uccidimi – 4:32